# Tarzan & Jane (animatiefilm)
Tarzan & Jane is een Amerikaanse direct-naar-video-animatiefilm van Disney. De film verscheen op 23 juli 2002 en is een vervolg op de film Tarzan.

## Verhaal
De film is een raamvertelling die drie opzichzelfstaande verhalen omvat.
Het is bijna een jaar geleden dat Tarzan en Jane elkaar hebben leren kennen, en Jane is op zoek naar een geschikt cadeau voor haar man om dit feit te vieren. Ze wordt geholpen door de olifant Tantor en de gorilla Terk. Tantor en Terk zijn niet zo blij met het feit dat Jane een feest plant, vooral niet wanneer ze zich de ramp herinneren die zich voltrok toen drie van Janes vriendinnen op bezoek kwamen.
Jane suggereert om een diamant voor Tarzan te zoeken, maar herinnert zich dan hoe Tarzan ooit werd uitgebuit door een groep snode diamantzoekers, die bovendien een vulkaanuitbarsting veroorzaakten met hun zoektocht naar diamanten. Haar volgende idee is een dansavond, maar ze laat ook dit idee varen wanneer ze zich herinnert wat er gebeurde toen Bobby, een van haar jeugdvrienden, op bezoek kwam en een spion bleek te zijn.
Uiteindelijk keert Jane met lege handen naar huis, waar Tarzan reeds een verrassing blijkt te hebben voorbereid voor haar.

## Rolverdeling
| Acteur                   | Personage                  |
| ------------------------ | -------------------------- |
| Michael T. Weiss         | Tarzan                     |
| April Winchell           | Terk                       |
| Jeff Bennett             | Prof. Archimedes Q. Porter |
| Jim Cummings             | Tantor                     |
| Olivia d'Abo             | Jane Porter                |
| Grey DeLisle             | Greenly                    |
| Alexis Denisof           | Nigel Taylor               |
| John O'Hurley            | Neils                      |
| Kevin Michael Richardson | Merkus                     |
| Nicollette Sheridan      | Eleanor                    |
| Tara Strong              | Hazel                      |

## Nederlandse rolverdeling
| Acteur                 | Personage     |
| ---------------------- | ------------- |
| Peter Blok             | Tarzan        |
| Annick Boer            | Tuk           |
| Piet Ekel              | Prof. Porter  |
| Jack Wouterse          | Tantor        |
| Katja Schuurman        | Jane Porter   |
| Marloes van den Heuvel | Greenley      |
| Kees van Lier          | Nigel Taylor  |
| Lucas Dietens          | Dumont        |
| Laus Steenbeeke        | Robert Canler |
| Simone Delorme         | Eleanor       |
| Corry van der Linden   | Hazel         |
| Maarten Spanjer        | Hugo          |
| Jules Deelder          | Hoek          |
| Just Meijer            | Kapitein      |

## Achtergrond
De drie scenario’s die Tantor, Terk en Jane zich herinneren zijn afkomstig uit drie afleveringen van de animatieserie "The Legend of Tarzan". Deze afleveringen, “Tarzan and the British Invasion”, “Tarzan and the Volcanic Diamond Mine” en "Tarzan and the Flying Ace”, waren op het moment dat de film verscheen nog niet uitgezonden.

## Prijzen en nominaties
Tarzan & Jane werd in 2003 genomineerd voor vier DVD Premiere Awards, maar won deze niet:
- Beste animatie dvd-premièrefilm
- Beste originele muziek
- Beste originele lied
- Beste scenario